# Bataille de Pločnik
Guerres turco-serbe
La bataille de Pločnik se déroule en 1386 (ou selon d'autres sources en 1387) dans le village de Pločnik près de Prokuplje au sud-est de l'actuelle Serbie. Elle oppose les forces serbes de Lazar Hrebeljanović aux troupes ottomanes du sultan Mourad Ier.
Ce fut la deuxième confrontation entre les Ottomans et des forces commandées par le prince Lazar, la première ayant eu lieu en 1381 (bataille de Dubravnica). La bataille de Pločnik précède celle de Kosovo Polje en 1389. Le roi de Bosnie Tvrtko Ier envoie des troupes auxiliaires et le tsar bulgare Ivan Chichman se joint à la coalition tout en étant incapable d'y adjoindre des troupes. L'armée serbe utilisa des charges de cavalerie lourde soutenues par des archers montés sur les flancs. Miloš Obilić qui s'illustrera plus tard lors de la bataille de Kosovo Polje est blessé par une flèche lors de la bataille.
L'armée serbe sortit victorieuse de l'affrontement mais les détails de la bataille sont peu précis. Ce revers ottoman freine temporairement Mourad dans sa conquête des Balkans et il doit attendre la bataille de Kosovo Polje pour s'assurer de sa victoire au prix de sa vie.